# Wikipedia tiếng Wales
Wikipedia tiếng Wales là một phiên bản Wikipedia, một bách khoa toàn thư mở.